# Herdeiro Lucau
Herdeiro Lucau Junior (* 7. April 1987 in Gabina, Angola) ist ein ehemaliger schwedischer Handballtorwart angolanischer Herkunft, der später auch die Staatsbürgerschaft der Demokratischen Republik Kongo annahm.
Lucau spielte bis Anfang November 2008 beim schwedischen Erstligisten IF Guif. Am 6. November 2008 verpflichtete der THW Kiel ihn dann kurzfristig, nachdem Andreas Palicka verletzt für mehrere Wochen ausgefallen war. Nach zwei Bundesligaeinsätzen kehrte er wieder zu IF GUIF zurück. Lucau zählt neben Palicka und Johan Sjöstrand zu den besten Nachwuchstorhütern Schwedens. Palicka selbst hatte den Wechsel von Lucau mit ermöglicht. Vom Sommer 2009 bis zum Frühjahr 2010 spielte Lucau für den VfL Gummersbach. Danach wurde er bis zum Sommer 2010 an den spanischen Erstligisten BM Valladolid ausgeliehen. Anschließend wechselte Lucau zu Amaya Sport San Antonio. Nachdem San Antonio in finanzielle Schwierigkeiten geraten war, schloss er sich im Juli 2012 dem schwedischen Verein IFK Kristianstad an. 2014 kehrte er erneut zu Eskilstuna Guif zurück. Ab 2020 lief er für Skånela IF auf. Lucau beendete nach der Saison 2021/22 seine Karriere und war ein Jahr als Torwarttrainer bei Skånela IF tätig.
Für Schweden bestritt er zwei Länderspiele. Seit dem Jahr 2019 hütete er das Tor der Nationalmannschaft der Demokratischen Republik Kongo. Bei der Weltmeisterschaft 2021 bestritt er vier Spiele und belegte mit der Auswahl den 28. Platz von 32 Mannschaften.